# Zhouquan (köpinghuvudort i Kina, Zhejiang Sheng, lat 30,58, long 120,35)
Zhouquan är en köpinghuvudort i Kina. Den ligger i provinsen Zhejiang, i den östra delen av landet, omkring 40 kilometer nordost om provinshuvudstaden Hangzhou. Antalet invånare är 66 453. Befolkningen består av 32 930 kvinnor och 33 523 män. Barn under 15 år utgör 13,0 %, vuxna 15-64 år 73 %, och äldre över 65 år 12,0 %.
Runt Zhouquan är det tätbefolkat, med 683 invånare per kvadratkilometer. Närmaste större samhälle är Xucun, 16,1 km söder om Zhouquan. Trakten runt Zhouquan består till största delen av jordbruksmark.
Genomsnittlig årsnederbörd är 1 675 millimeter. Den regnigaste månaden är juni, med i genomsnitt 253 mm nederbörd, och den torraste är november, med 62 mm nederbörd.